# Branimir Jočić
Branimir Jočić (Kirin Serbia: Бранимир Јочић; sinh 10 tháng 7 năm 1994) là một hậu vệ bóng đá Serbia thi đấu cho Spartak Subotica ở Serbian SuperLiga.